# 한민족
한민족·조선민족(韓民族·朝鮮民族, 영어: Koreans)은 한반도와 그 주변의 만주, 연해주, 몽골 등지에 살면서 공동 문화권을 형성하고 한국어를 사용하는 동아시아계 민족이다.

## 명칭
대한민국에서는 이전 대한제국(大韓帝國)을 바탕으로 대한민국이라는 국명을 사용하고 있으며, 1950년 국무원고시 제7호에 의해 조선민주주의인민공화국이 사용하는 '조선'이란 명칭 사용이 기피되면서 '한민족', '한인'(韓人) 으로 호칭하고 있다. 한편 조선민주주의인민공화국을 비롯하여 한자문화권인 중화인민공화국, 일본 등지에서는 '조선민족'이라는 명칭을 주로 사용한다.
러시아 등 구 소련 지역으로 이주한 동포들은 고려인(高麗人)이라고 부른다. 배달민족이라는 호칭도 있으나 신채호는 어윤적이 주창한 '배달'이란 호칭의 연원에 대해 '믿기 어렵다'며 비판적인 입장을 견지하였다.

## 기원
한민족의 민족주의는 반만년 동안 혈연적 동일성을 지니고 이어진 단일민족임을 강조한다. 한민족은 한반도라는 공간을 배경으로 한민족의 고유의 왕조가 계속 지속되면서 오래 전부터 고유한 언어적ㆍ문화적 공동체를 이루어 생활해 왔다. 그러나 오늘날 한민족이라고 불리는 집단이 언제 어떤 경로로 형성되었는지는 충분히 밝혀지지 않았다.
고조선과 동일한 시기에 한반도 중남부에는 진국(辰國)이라 불리는 나라가 있었다는 기록이 있지만 그 외에 기록은 확실치 않다. 즉 이런 제한된 기록에서 고조선 당시에 한반도 중남부에는 한반도 북부와 남만주 일부를 차지하고 있던 고조선과는 구분되는 정치세력이 형성되어 있었다고 짐작할 수 있다. 이들의 후신인 부여, 동예, 옥저, 고구려, 백제, 신라 등이 같은 언어를 사용하였다는 것으로 미루어 볼 때 고조선과 진국의 구성원들 역시 같은 언어를 사용하였을 것으로 짐작할 수 있다.
미국이나 중화인민공화국, 러시아 등과 같이 여러 민족이 공존하는 다민족(多民族) 국가와 달리 대한민국과 조선민주주의인민공화국은 한민족이 전체 주민의 거의 대부분을 차지하는 국가이다. 민족이란 동일한 언어와 문화를 바탕으로 공동체 의식을 지닌 집단이기 때문에 여러 민족도 하나의 민족 집단으로 융화된다. 예를 들어 거란 전쟁에서 거란인들을 노예로 끌고 오기도 하였다. 오늘날 동일한 언어와 문화, 공동체 의식을 지닌 한민족으로 융화되었다. 곧 한민족 집단이 언제나 지배적 지위에 있으면서 여기에 여러 이질적인 요소를 지속적으로 한민족화시켜 왔다고 볼 수 있다.
한반도인들은 구석기 시대에서 신석기 시대의 빗살무늬 토기 로 발전되어 나아갔다  충청남도 공주 석장리(石壯里)의 유적은 대표적인 구석기 시대의 것으로 추측되며, 한국의 구석기 문화 유적지로는 함경북도의 동관진(潼關鎭)과 굴포리(屈浦里)·부포리, 충청남도의 공주 석장리(石壯里)로 이외에도 연천 전곡리, 평안도의 검은모루 동굴 등이 있다. 이 중 대표적인 것이 석장리의 유적이며 이곳에서 전기·중기·후기의 고대 한반도인들이 거쳐 간 흔적이 보인다. 이 유적의 4·5층의 것은 15만 년 이전의 전기 구석기로 그 위층의 중기 구석기 문화는 4만~10만 년 전으로 추정되며 또 후기 구석기 문화층에 속하는 상층은 방사성 탄소 연대 측정법에 따라 30,690년 전으로 추정할 수 있다. 이러한 구석기 문화가 상당한 기간 이어지고 구석기가 발전하여 신석기 문화를 가진 빗살무늬 토기가 나타났을 것으로 추정된다. 구석기에서 신석기로 발전하여 이른 민무늬토기, 눌러찍기무늬 토기, 기하문토기 등으로 발전된다.한민족의 근간(根幹)은 몽골족·만주족·터키족(土耳其族), 즉 ‘우랄 알타이어(語)’ 계통족(系統族)과 공통된 먼 공동조상(共同祖上)에서 분파(分派)된 일족(一族)이라고 생각되며, 그것이 문헌상으로 한(韓)이나 예맥(濊貊)으로 나타난 것이라고 믿어진다. 이들은 북방에서 만주와 한반도에 살던 선주민(先住民)들을 구축하면서 동으로 이동하여 왔던 것 같다. 여기에서의 선주민이란 구석기 시대인과 즐문토기 문화인(櫛文土器文化人)이었던 것으로 추측되며, 한국의 구석기 문화 유적지로는 함경북도의 동관진(潼關鎭)과 굴포리(屈浦里)·부포리, 충청남도의 공주 석장리(石壯里) 등지에 불과하나 앞으로 한강과 낙동강 및 수원·안성 등지이다. 이 중 대표적인 것이 석장리의 유적이라고 최근에 논의되는바 이곳에는 전기·중기·후기의 선주민들이 거쳐간 흔적이 보인다고 지적되고 있다.
신석기 문화는 한국의 경우 약 1만년 전에 시작되어 기원전 1500년쯤에 청동기 시대로 들어간 것으로 보인다. 이 신석기 문화를 대표하는 것이 빗살무늬 토기 문화이다. 적어도 기원전 10세기 전부터 만주와 한반도 일대에서 살기 시작한 예맥은 북방적 요소가 강한 청동기 문화를 수용하면서 각처에서 부족 국가를 건설하였다.
하지만 그럼에도 수많은 사회학자들이나 고고학자들에 따르면 한민족의 구석기인들은 옆의 두 나라 일본과 중국과는 달리 평화적인 방식으로 받아들여졌기 때문에, 신석기 시대가 도래해도 그들의 문화와 양식이 남아 있다고 주장하고 있다. 때로는 이것이 한민족의 가장 큰 특징중 하나로 언급되기도 한다. 대표적으로 유전적 및 문화적으로 구석기적인 특징이 나타난다.
한국에 구석기 문화가 남아있다는 주장에는 다양한 근거가 존재한다. 단군 신화의 해석에 따르면 곰과 호랑이를 숭배하는 부족을 평화적으로 통합해 그들의 유산이 남아있다고 한다. 구석기 시대의 인종을 정복하고 죽이는 대신에 그들과 함께 살아가는 것을 선택했다는 것이다. 또 단군 신화의 이전에는 마고할미와의 분쟁을 다루지만, 마고할미가 다시 돌아와 타협하는 것으로 끝나는 신화가 존재한다. 중국과 일본의 신화와 비교했을 때 창세설화가 없으며, 어떠한 누군가에게 폭력을 행사하거나 존속 살해의 묘사가 없는 점과 인간형 신이 아닌 동물에 초점을 맞춘 것이 두드러진다. 이에 대한 해석은 주로 폭력보다는 타협을 추구하였으며 상상의 동시에 자연을 숭상하는 것을 추구하였다고 해석된다.
둘째는 단점으로 언급되곤 하나, 상상력의 부재라고 볼 수 있다. 구석기인과 신석기인들은 생물학적으로 현대 인간과 다른 종으로 파악되고 있는데 그것의 가장 큰 특징은 상상력의 여부이다. 생물학적으로 구석기인들은 '없는 것을 상상하는 능력'이 존재하지 않는다. 한국 신화에서는 괴물을 묘사할 때도 실존하는 동식물의 형태에서 벗어나지 않으며, 인간과 똑같다는 묘사가 많이있다. 중국의 상반신은 인간이지만 하반신은 뱀인 신과 일본의 해와 달을 형상화한 신이 있는 반면 한국은 현실의 인물을 신격화하였다. 하지만 이것은 많은 신화에서 '외부인'을 '괴물'로 표현하게 된다는 점에서, 한민족이 외부인에 대한 관념이 개방적이었다는 주장도 있다. 현대 한국에서도 판타지와 SF 등의 공상적인 요소는 인기를 끌지 못하며, 현실이 배경인 매체가 자주 만들어지며, 가상의 세계이더라도 인간만 등장하곤 한다. 한윤형 작가는 '상식의 독재'에서 한국 문화가 구석기적인 윤리의식을 가지고 있다고 주장했다. 구석기 윤리의식은 신석기 윤리의식와는 다르게 선천적 계급을 생각하지 않는 편에 속하며, 노조와 같은 집단보다 가족과 같은 소규모 집단을 중시하는 경향(부족주의)이 강하다. 이 문화의 최대 장점으로는 계급 차별을 반대하는 문화로, 최대 단점으로는 반골적인 성향이나 '학연, 지연, 혈연'으로 대표되는 비리로 발현된다고 주장한다.

### 민족 형성
한민족으로서의 민족의식이 언제, 어떤 경로로 형성되었는가에 대하여 다양한 학설이 존재한다. 크게는 근대 이전에 형성되었다는 전근대형성설과 근대 민족국가의 수립 과정과 더불어 형성되었다는 근대형성설로 나뉘는데, 전근대형성설은 다시 신라의 삼국통일을 계기로 형성되었다는 학설, 발해 유민까지 통합한 고려 건국을 계기로 형성되었다는 학설과 조선의 건국을 계기로 형성되었다는 학설 등으로 나뉜다.
삼국 시대에는 각국의 주민 간 교류가 있었으나 한 집단으로서의 민족의식은 신라의 삼국통일 이후 신라 정부에 의하여 만들어졌으며, 그래도 여전히 민중 사이에는 삼국 각국의 국민이라는 의식이 퍼져 있었으나 고려 건국 이후 비로소 공통된 민족의식이 확립되었다는 학설이 정설에 가깝다고 알려져 있다.

## 인종
한민족의 형성 과정에 대해서는 1930년 이후로 연구가 진행되었으며, 구석기 시대 이후의 한반도와 만주를 중심으로 한 민족의 이동에 대한 의견에 따라 여러 의견이 있다.

### 유전자 정보
최근에는 유전자 검사를 응용한 연구가 진행되고 있다. 한국인은 몽골인을 포함해 북방계 몽골인종집단으로 분류되어 있다. 인종의 유사성의 경우 단일의 염색체가 아닌 수 많은 유전자 전체를 포함하는 DNA 게놈(genome)을 분석해야만 하는데 이것은 많은 시간과 과정이 필요했다. 전체 DNA 유전자에서 만주족과 일본인 그리고 몽골인에 가장 가깝게 나왔다. 북 시베리아 인종들의 유전자와도 유사성이 있음이 밝혀져 있다. DNA 중 극히 일부분인 인류 Y-DNA 하플로그룹의 경우 먼저 아프리카에서 동남아시아 건너 북아시아로 북상한 C보다는 늦게 출발한 O가 좀 더 많다는 연구도 있으나 총 인구 샘플이 없어 C와 O이 비슷할 것으로 보이며 하플로그룹의 경우 인종 구분의 척도가 되지 않으며 전체 DNA에서 한국인은 일본인 , 만주인, 몽골인에 가장 가깝다는 연구결과가 나왔다. 몽골인의 경우 현대 몽골 공화국이 형성되면서 한반도와 거리가 먼 시베리아 인종들도 몽골인에 포함되었기 때문에 만주인보다는 DNA적으로 거리가 있다. 북중국의 경우 오랫동안 선비족, 몽골인, 거란, 만주족 등의 지배를 받아왔기 때문에 중국의 경우 지역마다 각기 다르다.
그 후 제4빙하기 이후 우랄산맥 서쪽 바이칼호 근처에 살던 황인종인 북방 몽골로이드가 기원전 2만 년부터 한반도에 진출하여 민족을 이루었다는 결과이다. 이들 몽골로이드의 특색은 빙하기 가장 추운 지방에서 생활하던 까닭에 얼굴에 두터운 지방층이 있고, 검은색의 직모와 광대뼈의 돌출, 흑갈색의 눈동자와 유아기 둔부와 등에 나타나는 녹색의 점(일명 몽고반점)이 있기 때문이다. 동남아 인종 및 말레이 인종과 중국 인종을 비롯한 다른 인종에 없는 이 몽고반점은 중앙유럽의 헝가리, 우크라이나(크림 자치 공화국만), 몰도바(가가우즈 자치구만), 세르비아(보이보디나 자치주만), 터키, 코카서스(남북모두), 중앙 아시아(위구르 자치구 까지), 시베리아, 우랄, 볼가, 알타이, 북러시아, 만주(연해주, 사할린 까지), 몽골(내몽골 자치구, 둥간 자치구 까지), 페노-스칸디나비아 반도, 아이누, 에스토니아, 불가리아, 티베트, 류큐, 일본 및 아메리카 대륙의 이누이트와 아메리카 토착민(인디언, 인디오)에게도 공통으로 나타난다.
한민족은 유전적으로 세계에서 아난다미드와 세로토닌의 활성이 원활하지 못하다는 연구가 있다. 마약에 중독될 가능성과 정신적 후유증으로부터 취약하다는 유의미한 결과가 나왔다. 이때 북유럽 백인은 21%가, 나이지리아인이 45%가 나왔다. 그에 비해 한민족은 단 14%를 기록하여, 동아시아계 민족을 포함하여 가장 낮은 비율을 기록했다. 아주대학교의 김경일 교수도 이것에 대한 주제를 다뤄 강의를 한 적이 있다. 또한 홍대선 작가는 한국인의 탄생에서 한국인들이 시기질투하는 성향이 바로 이곳에서 나왔다고 말하였다. 또 교통질서를 어기거나 '불법주차 하지 마라'라는 말에 불법주차를 하는 모습, 서로를 이해하지 않고 혐오하는 모습 등이 의학적으로 증명된다 하였다.
췌장의 크기도 유의미하게 작았다. 그로 인하여 한민족이 대부분을 차지하는 한국인들은 다른 인종에 비해 당류 섭취를 적게 하는 것을 노력하지만, 세계에서 당뇨병 발병률이 가장 높은 나라가 되기도 했다.
반면 암내의 강도가 적게 난다는 결과도 있다. Yoshiura et al(2006) and Toyoda et al(2008)에 따르면 한민족의 유전자에는 대부분 땀 냄새를 없애 주는 유전자가 있다. 한국인들의 해당 유전자 보유율은 전 세계 인종 중에서 가장 높다. "ABCC11 유전자"에는 A대립 유전자와 G대립 유전자가 있는데, A대립 유전자를 가진 사람은 아포크린땀샘의 분비가 적어 냄새가 나지 않으며, G대립 유전자를 가진 사람은 그 반대로 활발해 악취나 땀 냄새가 심하다. 그러나 한민족은 A대립 유전자를 100% 가지고 있는 것으로 나타났다. 그러나 냄새수용체인 OR6A2 변이가 다수 존재한다. 이 유전자는 특정 음식에 대해 반작용을 일으키기는 형식의 유전자인데, 한민족의 유전자에는 고수의 성분인 알데하이드를 비누나 세제, 샴푸와 같은 맛으로 느끼게 만든다. 실제로 한민족이 대부분을 차지했던 나라인 한국 요리에는 고수가 들어간 음식이 매우 적다.
서울대병원의 연구로 한민족 특정 유전자로 NRG1이 존재한다는 연구 결과도 있다. 하지만 이 유전자는 갑상선암을 야기하는 요인으로 작용하는 유전자이다. 한국인 4명 중 1명 꼴로 NRG1 유전자를 보유하고 있다. 서울대병원은 2017년 7월 김종일·박영주·손호영 서울대 의대 연구팀과 이은경·황보율 국립암센터 연구팀이 유전자 ‘NRG1’이 갑상샘암 발생과 연관이 있다는 것을 증명했다고 발표했다. 이 연구에서 RXFP4 유전자의 존재도 확인되었다. RXFP4 유전자는 조혈모세포 치료 성공률을 높일 수 있는 유전자이며 강남세브란스병원의 진단검사의학과 이경아 교수팀이 '조혈모세포 가동화 과정'에 관여하는 유전자를 대상으로 유전자형을 분석한 결과 릴렉신 및 인슐린 유사 집단 펩티드수용체4(RXFP4) 유전자가 한국인에게만 관여한다는 연구결과를 발표했다.

## 언어
한국어를 쓴다. 이를 대한민국에서는 '한국어', 조선민주주의인민공화국, 중화인민공화국에서는 '조선말'로 부르며, 러시아 사할린 및 러시아 연해주 지역에서는 '고려말'이라고도 한다. 현재의 한국어는 삼국의 공통 언어에서 유래되었다는 견해와, 신라어 또는 고구려어를 위주로 발전되었다는 견해, 전기 중세 한국어가 상층어는 신라어, 저층어는 고구려어를 중심으로 발전했다는 학설 등이 있으며, 삼국시대 이전의 고대어는 자료가 극히 미미하여 발전 경로를 쉽게 파악하기 어려우나, 한반도에는 고아시아어의 일종인 고대 한국어가 있었다는 의견이 있다.

## 인구
2017년 12월 말 기준으로 외국인을 제외한 대한민국의 총인구는 5천177만 명이고, 2016년 말 기준으로 조선민주주의인민공화국의 인구는 약 2천537만 명으로 추산된다. 해외 거주 한인(韓人)은 2017년 기준으로 중화인민공화국에 258만여 명, 미국에 223만여 명, 일본에 89만여 명(조선적 3만 명 포함), 구 소련 지역(러시아, 우즈베키스탄, 카자흐스탄 등)에 약 50만 명 등으로 총 746만 명이며, 이들을 포함한 전체 한민족의 수는 약 8천460만 명이다.
바하마, 바베이도스 등 지극히 일부의 국가에는 단 1명도 거주하지 않는다. 반면 중화인민공화국 지린성 옌볜 조선족 자치주 투먼시는 주민 과반수가 한민족이며, 공용어도 한국어이다.

## 같이 보기
| - 예맥 - 코리아타운 - 재외한인 | - 고려인 - 조선족 - 한국계 미국인 - 재일 한국인 |

## 관련 방송
- CBS파워라디오 - 한민족 청년들을 위한 방송

## 참고 자료
- 《한국사》 1권 - 총설, 국사편찬위원회(2002년)
- 「고고학으로 본 한민족 계통」, 안승모, 《한국사 시민강좌 - 32집》, 일조각(2003년)
- 이 문서에는 다음커뮤니케이션(현 카카오)에서 GFDL 또는 CC-SA 라이선스로 배포한 글로벌 세계대백과사전의 내용을 기초로 작성된 글이 포함되어 있습니다.